# Liste der Naturschutzgebiete im Landkreis Göttingen
Im Landkreis Göttingen und Stadt gibt es 22 Naturschutzgebiete (Stand August 2021).
| Name des Gebietes                                          | Bild           | Kennung | WDPA      | Landkreis / Stadt                       | Beschreibung / Bemerkungen | Standort | Fläche in Hektar | Jahr der Verordnung |
| ---------------------------------------------------------- | -------------- | ------- | --------- | --------------------------------------- | -------------------------- | -------- | ---------------- | ------------------- |
| Bachtäler im Kaufunger Wald                                | weitere Bilder | BR 157  |           | Landkreis Göttingen                     |                            | Position | 332              | 2018                |
| Ballertasche                                               | weitere Bilder | BR 179  |           | Landkreis Göttingen                     |                            | Position | 46,5             | 2021                |
| Bratental                                                  | weitere Bilder | BR 047  | 81451     | Stadt Göttingen                         |                            | Position | 124,79           | 1982                |
| Butterberg und Hopfenbusch bei Bartolfelde                 | weitere Bilder | BR 102  |           | Landkreis Göttingen                     |                            | Position | 38               | 2016                |
| Finnenbruch, Großes Butterloch und Schwimmende Insel       | weitere Bilder | BR 039  | 81668     | Landkreis Göttingen                     |                            | Position | 16,02            | 1979                |
| Gipskarstgebiet bei Bad Sachsa                             | weitere Bilder | BR 177  |           | Landkreis Göttingen                     |                            | Position | 1546             | 2021                |
| Gipskarstlandschaft bei Ührde                              | weitere Bilder | BR 122  | 378085    | Landkreis Göttingen                     |                            | Position | 698,99           | 2007                |
| Gipskarstlandschaft Hainholz                               | weitere Bilder | BR 033  | 163253    | Landkreis Göttingen                     |                            | Position | 639,95           | 2000                |
| Göttinger Wald                                             | weitere Bilder | BR 161  |           | Stadt Göttingen                         |                            | Position | 733,41           | 2019                |
| Großer Leinebusch                                          | weitere Bilder | BR 079  | 163355    | Landkreis Göttingen                     |                            | Position | 182,35           | 2004                |
| Oderaue                                                    | weitere Bilder | BR 124  | 378334    | Landkreis Göttingen, Landkreis Northeim |                            | Position | 508,93           | 2007                |
| Ossenberg-Fehrenbusch                                      | weitere Bilder | BR 092  | 164952    | Landkreis Göttingen                     |                            | Position | 680,88           | 1994                |
| Rhumeaue, Ellerniederung, Schmalau und Thiershäuser Teiche | weitere Bilder | BR 175  |           | Landkreis Göttingen                     |                            | Position | 872              | 2020                |
| Seeanger, Retlake, Suhletal                                |                | BR 147  | 555595789 | Landkreis Göttingen                     |                            | Position | 400,00           | 2015                |
| Seeburger See                                              | weitere Bilder | BR 038  | 82579     | Landkreis Göttingen                     |                            | Position | 116,00           | 1976                |
| Siebertal                                                  | weitere Bilder | BR 105  | 64701     | Landkreis Göttingen, Landkreis Goslar   |                            | Position | 687,17           | 1992                |
| Stadtwald Göttingen und Kerstlingeröder Feld               | weitere Bilder | BR 125  | 378087    | Stadt Göttingen                         |                            | Position | 1191,78          | 2007                |
| Staufenberg                                                | weitere Bilder | BR 080  | 165650    | Landkreis Göttingen                     |                            | Position | 163,24           | 2008                |
| Steinberg                                                  | weitere Bilder | BR 078  | 165676    | Landkreis Göttingen                     |                            | Position | 14,02            | 1988                |
| Teufelsbäder                                               | weitere Bilder | BR 063  | 165858    | Landkreis Göttingen                     |                            | Position | 82,85            | 1984                |
| Totenberg                                                  | weitere Bilder | BR 090  | 165935    | Landkreis Göttingen                     |                            | Position | 434,35           | 1989                |
| Weper, Gladeberg und Aschenburg                            | weitere Bilder | BR 054  |           | Landkreis Northeim, Landkreis Göttingen |                            | Position | 267              | 2020                |